# Lepke Buchalter
Louis Buchalter, cunoscut sub numele de Louis Lepke sau Lepke Buchalter, (n. 6 februarie 1897, New York City, New York, SUA – d. 4 martie 1944, Ossining, New York, SUA) a fost un gangster american și boss al grupului de asasini plătiți⁠(d) Murder, Inc. în anii 1930. Buchalter a fost unul dintre primii racketeers din New York din acea perioadă.
Charles Birger⁠(d) și Buchalter sunt singurii șefi asociați mafiei americane care au primit pedeapsa cu moartea după ce au fost condamnați pentru crimă. Louis Buchalter a fost executat pe celebrul scaun electric Old Sparky⁠(d) în închisoarea Sing Sing.

## Biografie
Buchalter s-a născut în cartierul Lower East Side⁠(d) din Manhattan în februarie 1897. Mama sa, Rose Buchalter, l-a numit „lepkeleh” („micul Louis” în idiș), modificat mai târziu în „Lepke”. Louis Buchalter mai avea o soră și trei frați; un frate a devenit medic dentist, un alt frate profesor la colegiu și rabin, iar al treilea frate farmacist. Tatăl său, Barnett Buchalter, era un imigrant rus care deținea un magazin în Lower East Side. Aceștia erau evrei.
În 1909, când Buchalter avea 12 ani, tatăl său a murit. În 1910, Buchalter a terminat școala primară și a început să lucreze ca vânzător de elemente de recuzită. Se speculează că a participat la cursurile școlii Rabbi Jacob Joseph School⁠(d) unde făcea parte din grupul elevilor cu rezultate academice excepționale. La scurt timp, mama sa s-a mutat în Arizona din motive de sănătate și l-a lăsat pe acesta în grija surorii sale Sarah. Cu toate acestea, ea nu l-a putut controla pe Buchalter.
Pe 2 septembrie 1915, Buchalter a fost arestat pentru prima dată în New York pentru furt prin efracție⁠(d) și agresiune, însă cazul a fost anulat.
La sfârșitul anului 1915 sau începutul anului 1916, Buchalter a plecat să locuiască cu unchiul său în Bridgeport, Connecticut. Pe 29 februarie 1916, Buchalter a fost arestat în Bridgeport, acuzat de furt prin efracție și trimis la Casa de corecție Cheshire pentru infractori minori⁠(d) din Cheshire, Connecticut⁠(d) până pe 12 iulie 1917. După o dispută despre venituri cu unchiul său, acesta se mută înapoi la New York.
Pe 28 septembrie 1917, Buchalter a fost condamnat pentru furt⁠(d) în New York la 18 luni de închisoare în penitenciarul Sing Sing din Ossining, New York⁠(d). A fost mai târziu transferat în închisoarea Auburn⁠(d) din Auburn, New York⁠(d) și eliberat pe 27 ianuarie 1919. La 22 ianuarie 1920, Buchalter s-a întors la Sing Sing pentru a executa o pedeapsă de 30 de luni pentru tentativă de furt prin efracție. A fost eliberat pe 16 martie 1922.

### Ascensiunea
După eliberarea din închisoare în 1922, a început să lucreze cu prietenul său din copilărie, gangsterul Jacob "Gurrah" Shapiro. Prin intimidare și agresiune, aceștia au obținut controlul sindicatelor din industria confecțiilor⁠(d). Buchalter a folosit apoi sindicatele pentru a amenința cu greve diferiți proprietari de fabrici și a cerut venituri săptămânale din partea acestora; mai mult, a început să utilizeze bani din conturile bancare ale sindicatelor. De la controlarea sindicatelor, Buchalter a trecut la aplicarea unor taxe de protecție⁠(d) în domenii precum transportul de produse de panificație. Sindicatele s-au dovedit a fi o afacere profitabilă, motiv pentru care a păstrat controlul asupra lor și când a devenit o persoană importantă în crima organizată. Ulterior, Buchalter a dezvoltat un parteneriat cu Tommy Lucchese, llider al familiei Lucchese, și împreună au controlat districtul confecțiilor.
Buchalter și Shapiro s-au mutat în clădiri de lux pe Eastern Parkway (135) alături de familii care participau la slujbele din sinagogă (Union Temple⁠(d) și Sinagoga Kol Israel⁠(d) din Brooklyn). În anii următori, Buchalter și familia sa au locuit într-un penthouse din Central Park West⁠(d), Manhattan.
În 1927, Buchalter și Shapiro au fost arestați pentru uciderea lui Jacob Orgen⁠(d) și tentativa de asasinare a contrabandistului⁠(d) irlandez Jack Diamond⁠(d). Cu toate acestea, acuzațiile au fost ulterior anulate din lipsă de probe.
Buchalter era descris drept o persoană liniștită care timp de ani de zile a reușit să evite atenția mass-mediei și a publicului. În conversațiile cu asociații săi, acesta prefera să asculte decât să vorbească și era cunoscut pentru generozitatea sa, recompensându-i pe membrii găștii sale cu bilete la jocuri de hochei, meciuri de box și chiar croaziere pe timp de iarnă. Pe 20 august 1931, Buchalter s-a căsătorit cu Betty Wasserman, o văduvă britanică de origine rusă la New York City Hall⁠(d). Buchalter l-a adoptat pe copilul ei din căsnicia sa anterioară.

### Murder, Inc.
La începutul anilor 1930, Buchalter a creat un proces eficient de efectuare a asasinatelor pentru gangsterii Cosa Nostra; nu avea nume, dar presa l-a numit 10 ani mai târziu Murder, Inc. Mafia nu voia să fie implicată în mod direct în aceste crime. Prin urmare, gangsterul Albert Anastasia va transmite un ordin de asasinare lui Buchalter, iar acesta îl va transmite găștilor evreiești și italiene din Brooklyn.
Niciunul dintre acești asasini plătiți nu avea legături cu familiile implicate în crima organizată. Dacă ar fi fost prinși, nu și-ar fi putut implica angajatorii din Cosa Nostra. Ucigașii din The Murder, Inc. au ajuns să desfășoare operațiuni pentru șefii lor în întreaga țară.
În 1935, Buchalter a comis cea mai importantă asasinare a sa: cunoscutul gangster din New York, Dutch Schultz. Schultz le-a propus celor din Sindicatul național al crimei să-l elimine pe procurorul general din New York, Thomas Dewey. Luciano era de părere că asasinarea lui Dewey ar atrage atenția oamenilor legii care ar putea desfășura operațiuni de represiune. Schultz a părăsit nervos întâlnirea și a declarat că îl va ucide pe Dewey în ciuda deciziei luate de sindicat. După șase ore de deliberări, Comisia i-a ordonat lui Buchalter să-l elimine pe Schultz. Pe 23 octombrie 1935, Schultz a fost împușcat într-o tavernă din Newark, New Jersey și a murit a doua zi. În 1941, Charles „The Bug” Workman a fost acuzat de crima în cazul lui Schultz.
În 1935, oamenii legii au estimat că Buchalter și Shapiro aveau 250 indivizi care lucrau pentru ei, iar Buchalter încasa peste un milion de dolari (19 milioane astăzi) pe an. Cei doi au desfășurat operațiuni ilegale în industria transporturilor⁠(d), de panificație și de confecții în New York. Buchalter era proprietarul clubului de noapte Riobamba⁠(d) din Manhattan.

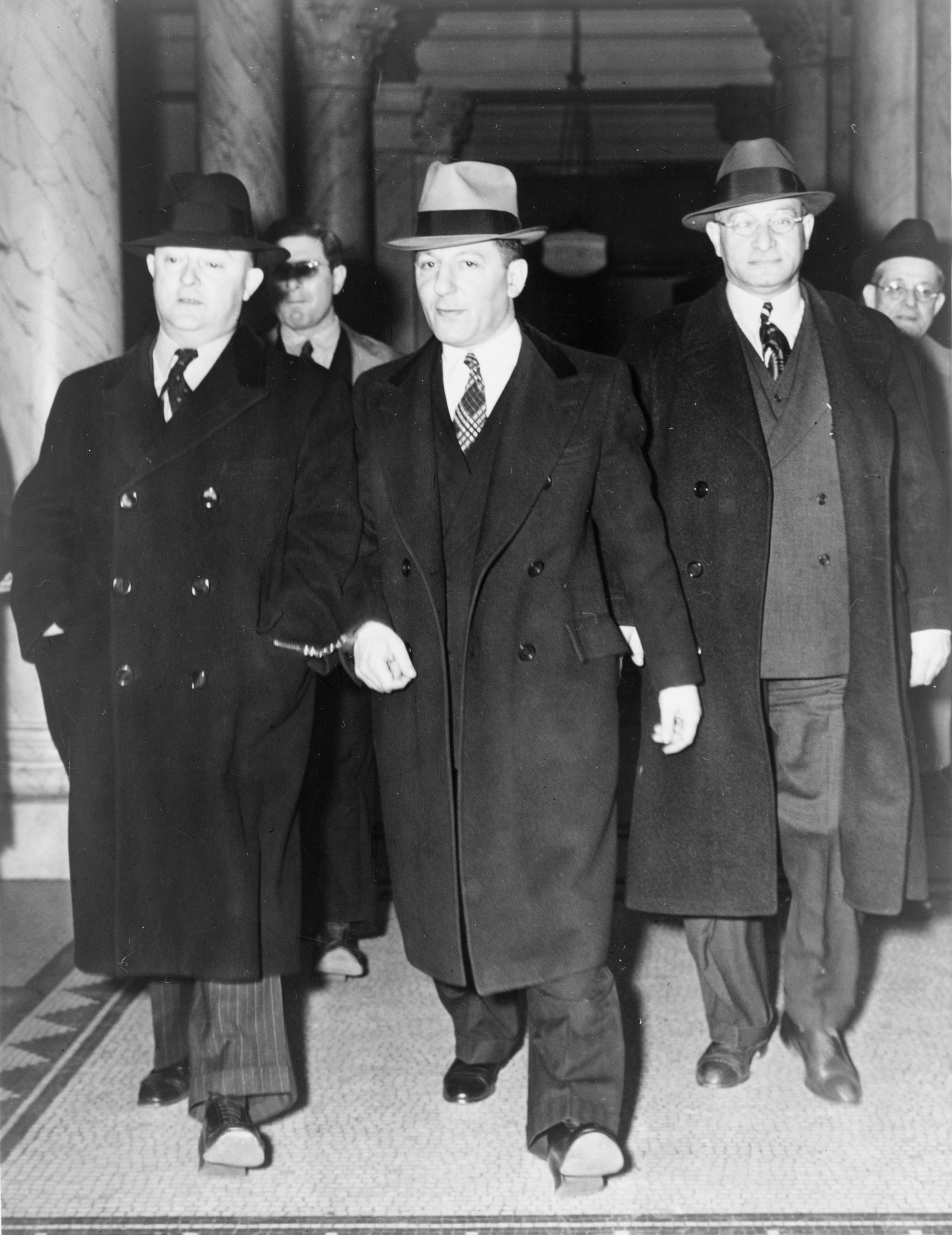
Lepke Buchalter alături de directorul FBI J. Edgar Hoover (stânga) la intrarea în tribunal.

### Decăderea
Pe 13 septembrie 1936, asasinii plătiți ai Murder, Inc. l-au împușcat pe Joseph Rosen, proprietarul unui magazin de bomboane din Brooklyn, la ordinele lui Buchalter. Rosen era un fost camionagiu din industria confecțiilor al cărui sindicat a fost preluat de Buchalter. Rosen intrase în conflict cu Buchalter după ce a refuzat să părăsească orașul la comanda sa, acesta fiind convins că Rosen era în slujba procurorului Thomas Dewey. Nimeni nu a fost pus sub acuzare pentru uciderea lui Rosen. 
Pe 8 noiembrie 1936, Buchalter și Shapiro au fost condamnați pentru încălcarea legilor federale antitrust în industria blănurilor de iepure din New York. Liberați pe cauțiune, atât Buchalter, cât și Shapiro au dispărut. Pe 13 noiembrie, ambii bărbați au fost condamnați in absentia la doi ani de închisoare. Cei doi au contestat ulterior verdictul, dar în iunie 1937 ambele condamnări au fost confirmate.

### Operațiunea de căutare
Înainte să poată fi arestați, cei doi dispar. Pe 9 noiembrie 1937 se anunță că FBI oferă o recompensă de 5.000$ oricui oferă informații despre locul în care se ascund Buchalter și Shapiro.
Pe 1 decembrie 1937, Buchalter este pus sub acuzare într-un tribunal federal pentru contrabandă cu heroină în Statele Unite. Operațiunea consta în a ascunde drogurile în bagajele femeilor tinere și ale cuplurile care călătoreau cu pachebotul din China în Franța, iar apoi în New York City. După ce i-a mituit pe agenții vamali, aceștia au fost de acord să nu inspecteze bagajele.
Pe 14 aprilie 1938, Shapiro s-a predat autorităților din New York în timp ce Buchalter a rămas pe lista fugarilor.
În următorii doi ani, o operațiune masivă de căutare⁠(d) a fost desfășurată atât în Statele Unite, cât și în Europa. Unii martori au susținut că acesta se ascunde în Polonia și Palestina. Pe 29 iulie 1939, Thomas Dewey a cerut ca orașul New York să ofere o recompensă de 25.000 de dolari oricui îl capturează pe Buchalter, vinovat de o serie de crime nerezolvate. Pe 24 august, Buchalter s-a predat șefului FBI J. Edgar Hoover în fața unui hotel din Manhattan după o presupusă negociere între un cronicar⁠(d) și un jurnalistul Walter Winchell⁠(d). S-a dezvăluit ulterior că acesta s-a ascuns în New York City.
După ce Buchalter a fost condamnat pentru trafic de narcotice, autoritățile federale l-au predat statului New York unde a fost judecat pentru acuzații de extorcare a forței de muncă. La 6 aprilie 1940, acesta a fost condamnat la 30 de ani la închisoare. Totuși, a fost încarcerat la penitenciarul federal din Leavenworth⁠(d) din Kansas pentru a-și ispăși pedeapsa de 14 ani pentru trafic de droguri.
Pe 20 august 1940, Buchalter a fost acuzat de crimă în Los Angeles pentru uciderea lui Harry Greenberg⁠(d), un asociat al proprietarului de cazinouri Meyer Lansky și al gangsterului Bugsy Siegel. Cu toate acestea, nu a fost niciodată judecată pentru această crimă.

### Procesul
Pe 9 mai 1941, Buchalter a fost trimis în judecată de tribunalul statal⁠(d) din New York pentru asasinarea lui Rosen din 1936 și comiterea altor trei crime.  Ordinul lui Buchalter a fost auzit de Abe Reles care a devenit informator în 1940 și l-a implicat pe acesta în patru cazuri de omor. Transferat din Leavenworth în Brooklyn pentru proces, cazul a luat o întorsătură dramatică odată cu mărturia lui Albert Tannenbaum⁠(d). După patru ore de dezbateri, la 2 A.M. pe 30 noiembrie 1941, juriul l-a găsit vinovat pe Buchalter de crimă de gradul I. La 2 decembrie 1941, acesta a fost condamnat la moarte împreună cu locotenenții săi Emanuel „Mendy” Weiss⁠(d) și Louis Capone. Avocații lui Buchalter au atacat imediat decizia.

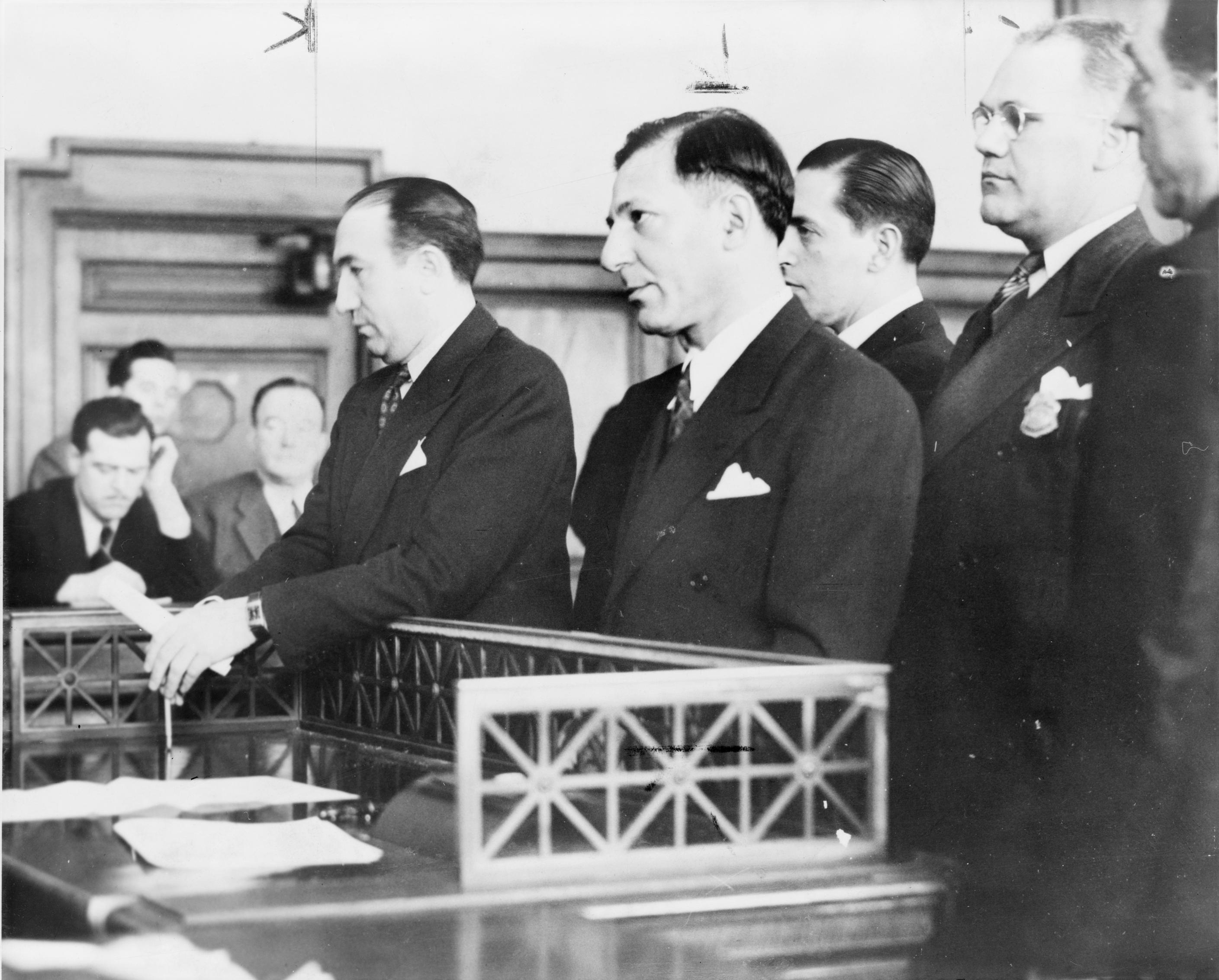
Buchalter în tribunal așteptându-și sentința.

În octombrie 1942, Curtea de Apel din New York⁠(d) a votat patru la trei în vederea păstrării deciziei de condamnare la moarte a lui Buchalter. (Oameni v. Buchalter, 289 NY 181) Doi dintre judecători au considerat că dovezile au fost atât de slabe încât juriul a comis erori în evaluarea mărturiilor și o rejudecare⁠(d) a cazului ar fi fost necesară. Un al treilea judecător a fost de acord cu sentința, dar a susținut că nu există suficiente dovezi⁠(d) pentru condamnare, iar acuzațiile ar trebuie respinse. Avocații lui Buchalter au făcut apel la Curtea Supremă.
Curtea Supremă a Statelor Unite a admis petiția lui Buchalter pentru revizuirea cazului. În 1943, Curtea a confirmat condamnarea lui Buchalter cu  7 voturi pentru, 0 împotrivă și 2 abțineri (319 SUA 427 (1943)). Toate pârghiile sale legale au fost epuizate.

### Execuția
Când Curtea Supremă a confirmat condamnarea lui Buchalter, el își ispășea pedeapsa pentru extorcare în închisoarea Leavenworth. Autoritățile statului New York au cerut guvernului federal să-l predea pe Buchalter în vederea execuției. Pe 21 ianuarie 1944, după numeroase întârzieri și controverse, agenții federali l-au predat în cele din urmă pe Buchalter autorităților statului, iar aceștia l-au transportat la închisoarea Sing Sing. Buchalter încercat de mai multe ori să facă apel la mila autorităților, dar acestea au fost respinse.  
Pe 4 martie 1944, Louis Buchalter a fost executat pe scaunul electric din Sing Sing. Cu câteva minute înainte de execuția lui Buchalter, au fost executați locotenenții săi Weiss și Capone.
Louis Buchalter a fost înmormântat la cimitirul Mount Hebron⁠(d) din Flushing, Queens⁠(d).

## În cultura populară
La sfârșitul anilor 1950 și începutul anilor 1960, Buchalter a fost interpretat de David J. Stewart⁠(d) în filmul din 1960 Murder, Inc⁠(d); de Gene Roth⁠(d), Robert Carricart și Joseph Ruskin în seria de televiziune The Untouchables⁠(d) din 1959; precum și de John Vivyan⁠(d) și Shepherd Sanders în seriile de televiziune The Lawless Years⁠(d).
Filmul Lepke⁠(d) din 1975 cu Tony Curti în rol principal se bazează pe viața lui Buchalter. Alte interpretări includ filmul din 1981 Gangster Wars⁠(d) de Ron Max.
Buchalter a fost menționat și în „The Legend of Tennessee Moltisanti⁠(d)”, episodul opt al primului sezon din Clanul Soprano. 
Poetul Robert Lowell⁠(d) l-a întâlnit pe Buchalter în închisoare în anii 1940 când Lowell a fost încarcerat pentru ca obiector de conștiință. Lowell l-a descris pe Buchalter - pe care îl numește „Țarul Lepke” - în poemul său „Amintiri de pe strada de vest și Lepke”, publicat în cartea sa Life Studies⁠(d) (1959). Poemul lui Lowell susține că, înainte de execuție, Lepke fusese lobotomizat. Întâlnirea lor este discutată în filmul din 1993 Romeo Is Bleeding⁠(d) unde Lepke susține că este în închisoare deoarece a ucis pe cineva și Lowell spune că este în închisoare deoarece nu a ucis pe cineva.
The Making of the Mob: New York⁠(d) (2015) - Buchalter a fost interpretat de Evan Boymel. 